# Scottow
Scottow est un village et une paroisse civile du comté de Norfolk, en Angleterre. Il est situé à environ 2,5 miles au nord de Coltishall et 5 miles au sud de North Walsham.
Le nom du village signifie « éperon écossais ».
La paroisse civile a une superficie de 8,59 km2, et en 2001 elle avait une population de 1774 habitants dans 357 ménages, la population diminuant à 1424 habitants au recensement de 2011. Pour les besoins du gouvernement local, la paroisse fait partie du district de North Norfolk.
La majeure partie de l’ancienne base aérienne militaire de la Royal Air Force nommée RAF Coltishall se trouvait dans les limites de la paroisse de Scottow. Aujourd’hui, une partie de la base de la RAF a été convertie en tant que prison de Bure, une prison pour hommes adultes, et le reste a été utilisé pour créer Scottow Enterprise Park, axé sur l’aide aux entreprises à se développer en fournissant un espace sous forme de bureaux et d’ateliers, ainsi qu’un soutien aux entreprises.

## Gouvernance
Il existe une circonscription électorale du même nom. Ce quartier s’étend vers l’est avec une population totale de 2934 habitants au recensement de 2011.